# Jean-Louis Borel

Jean-Louis Borel

Jean-Louis Borel (* 3. April 1819 in Fanjeaux, Département Aude; † 20. Februar 1884 in Versailles, Département Yvelines) war ein französischer Général de division und Kriegsminister.

## Leben
Er besuchte von 1838 bis 1840 die Militärschule von Saint-Cyr und trat darauf als Lieutenant in den Generalstab, in welchem er unter Mac-Mahon in Afrika, in der Krim und 1859 in Italien diente und 1845 zum Capitaine, 1855 zum Commandant und 1867 zum Colonel avancierte.
Erst 1869 vertauschte er seine Stellung als Adjutant Mac-Mahons mit dem Posten eines Generalstabschefs der Nationalgarde von Paris. Daher nahm er 1870 nicht an den ersten Kämpfen im Deutsch-Französischen Krieg teil, sondern wurde nach seiner Beförderung zum Général de brigade im September zum Generalstabschef der Loirearmee unter Aurelle de Paladines, dann der Ostarmee unter Bourbaki, 1871 der Versailler Armee unter Mac-Mahon ernannt.
1871 zum Général de division befördert, erhielt er das Kommando einer Division in Reims, wurde Mitglied der Kommission für die Armeereorganisation, dann Generalstabschef des Militärgouverneur von Paris und 14. Dezember 1877 im Kabinett Dufaure Kriegsminister. Da er aber in seiner politischen Haltung den Wünschen der republikanischen Majorität der Kammer nicht entsprach, wurde er im Mai 1878 durch Henri Gresley ersetzt und zum Kommandeur des 3. Armeekorps in Rouen ernannt. 1879 erhielt er die Auszeichnung eines Großoffiziers der Ehrenlegion. Er starb am 23. Februar 1884.